# Битка код Калтавутура
Битка код Калтавутра је вођена 881 или 882. године између Византијског царства и Аглабидског емирата Ифрикије, за време муслимнског похода на Сицлију. Била је то велика Византијска победа, иако није успела да преусмери даљи муслимански поход на Сицилију.
Године 880, низ поморских успеха под адмиралом Насаром дозволио је византијском цару Василију I Македонцу да предвиди контранапад против Аглабида у јужној Италији и Сицилији. На Сицилији, међутим, Ахлабиди су и даље држали предност: у пролеће 881. гувернер Аглабида Ел Хасан ибн ел Абас упао је у преостале византијске територије иу том походу поразио локалног команданта Барсакија у близини Таормине.
Наредне године, међутим, ГХ 268 (881/882. н. е), према Ибн ел Атиру (Комплетна историја, VII.370.5–7), Византинци су имали прилику за реванш, поразивши Аглабидску војску под Абу Тавром тако убедљиво да је наводно само седам мушкараца преживело.Победничког византијског заповедника модерни историчари идентификују са Мосиликијем, за кога се зна да је служио на том подручју почетком 80-их. Према хагиографији цариградског патријарха Игњатија, генерал се за време битке прзвао патријарха, и патријарх се појавио на белом коњу у ваздуху пред њим, саветујући га да нападне здесна. Мосиликије је послушао савет, и извојевао победу.Битка је дала име самом месту на коме се одиграла: географ из 12 века Мухамед Идризи бележи га као Кал ат Аби Тавр ("Замак Абу Тавр"), што је иначе модерна верзија имена Калтавутра.
Током наредних година, муслимани су покретали неколико похода, на Катанију, Таормине и "краљевски град" (могуће је Полици) за веме 883. године, против Ромете и Катаније 884. године, и опет против Катаније и Таормине 885. године. Ове експедиције су биле успешне у оној мери у којој су пружале довољан плен или данак којим би се могла исплатити војска, али нису успеле да омогуће освајање ниједног византијско упоришта.